# WebQuest
WebQuest (engl. „quest“ = Suche) steht für Aufgaben, die mit Hilfe von Informationen aus dem Internet bearbeitet werden sollen. Dies bedeutet, dass bei WebQuests nicht die Vermittlung von Internetkompetenz im Vordergrund steht. Vielmehr geht es darum, die Informationen und Materialien, die das Internet bietet, und die Möglichkeiten zur Bearbeitung von digitalen Informationen, die durch Computer eröffnet werden, für problem- und handlungsorientiertes Lernen zu nutzen.
Bei dieser in den USA entwickelten Methode erhalten Schüler nach einer Einführung in ein reales Problem eine Aufgabenstellung, die sie mit Hilfe vorgegebener authentischer Informationsquellen in Gruppen bearbeiten. In erster Linie sind diese Quellen aus dem Internet zugänglich und werden dort abgerufen. Es kann jedoch auch weiteres Material z. B. aus Büchern oder Zeitschriften herangezogen werden. Im Gegensatz zum klassischen Frontalunterricht steht hier die eigenständige Arbeit der Lernenden im Vordergrund, die zur selbständigen Konstruktion von Wissen führen soll.

## Ursprung
Die WebQuest-Methode wurde 1995 von Bernie Dodge an der San Diego University entwickelt.

## Vorgehensweise
Im Kern geht es bei einem WebQuest um das Lösen einer Aufgabe über ein klar definiertes methodisches Gerüst, das auf einer von den Lehrenden erstellten Webseite, dem WebQuest-Dokument, verzeichnet ist. Dieses Gerüst dient den Schülern als Orientierung und skizziert gleichzeitig den groben Verlauf eines WebQuests. Es sollte mindestens die folgenden sechs Elemente enthalten:
- Einleitung: Zu Beginn werden die Lernenden in ein Thema eingeführt. Hier empfiehlt sich eine konkrete und für die Schüler authentische Problemsituation, die beispielsweise anhand von Videos, Skizzen oder einer kleinen Geschichte dargestellt werden kann und die Lernenden idealerweise dazu motiviert, sich aus eigenem Interesse der Thematik zu widmen.
- Aufgabe: Die Aufgabenstellung ist das didaktisch zentrale Element eines WebQuests. Unter der Aufgabenstellung wird dabei immer mehr als die Nennung eines Themas verstanden. Zu einem ausgearbeiteten WebQuest gehört die Beschreibung einer möglichst authentischen Ausgangssituation, aus der sich Fragen und vor allem die Problemstellung ergeben, die zu bearbeiten sind. Die Komplexität der Aufgabenstellung hängt von der Thematik, vor allem aber von der Zielgruppe ab. Es besteht die Möglichkeit, die Aufgabenstellung mit der Klasse zu diskutieren und ggf. zu verändern oder zu ergänzen. Bei der Formulierung der Aufgabe muss jedoch darauf geachtet werden, dass diese nicht nur durch einfaches „Copy & Paste“ (Kopieren und Einfügen) der gefundenen Informationen gelöst werden kann.
- Materialien: Für die Bearbeitung der Aufgabe wird den Schülern eine Vorauswahl von Internetressourcen in Form konkreter Hyperlinks zur Verfügung gestellt. Diese dient jedoch lediglich als Orientierungshilfe, da die Lernenden auch eigene Rechercheaktivitäten entfalten und die dabei gewonnenen Quellen in ihre Bearbeitung einbeziehen sollen. Für Moser, der die amerikanische WebQuest-Methode in einigen Punkten modifizierte, stellt das Internet jedoch nicht das einzige Medium zur Informationsgewinnung dar. Neben dem Internet können und sollen Fachbücher und Lexika ebenso als Quellen herangezogen werden wie Zeitungsartikel oder CD-ROMs. Des Weiteren besteht die Möglichkeit, Expertenauskünfte per E-Mail einzuholen.
- Arbeitsprozess: Eine anschließende Prozessbeschreibung soll den Lernenden Hilfestellungen hinsichtlich der Arbeitsorganisation geben. Hier werden Vorschläge gemacht für die einzelnen Arbeitsschritte, die Aufteilung der Gesamtaufgabe in einzelne Teilaufgaben oder grundsätzliche Regeln, die bei Gruppenarbeiten beachtet werden müssen.
- Präsentation: Alle Gruppen sollen ihre Lösungen der Klasse in adäquater Form (z. B. als Website oder PowerPoint-Präsentation) präsentieren. Deshalb folgen der Beschreibung der Arbeitsphase Angaben zu der von der Lehrkraft gewünschten Präsentationsform. Für Moser steht diese Phase wesentlich stärker im Mittelpunkt als in der Mehrzahl amerikanischer WebQuests. Laut Moser wird hier eine so genannte Lernspirale in Gang gesetzt.
- Evaluation: Abschließend sollte jedes WebQuest evaluiert werden. Auf der einen Seite wird den Schülern hier die Möglichkeit gegeben, eine Reflexion ihres eigenen Lernverhaltens durchzuführen sowie den Lehrkörpern Hinweise zur Verbesserung der Vorbereitung und Durchführung von WebQuests zu geben. Auf der anderen Seite erhalten die Lernenden aber auch ein Feedback seitens der Lehrkraft und der Schüler (Peer-Evaluation). Damit sich die Schüler bereits während des Arbeitsprozesses an den relevanten Bewertungskriterien der Lehrkraft und der Schüler orientieren können, sollten diese am Ende jedes WebQuest-Dokuments offengelegt werden.

Insgesamt umfasst ein WebQuest in der Regel etwa zwei bis acht Unterrichtsstunden (kleine WebQuests). Daneben gibt es aber auch die Möglichkeit, eine komplexe Fragestellung über einen längeren Zeitraum (unter Umständen über ein Schulhalbjahr) zu bearbeiten (große WebQuests).

## Didaktisches Konzept
„WebQuests beziehen sich auf Überlegungen einer konstruktivistischen Lerntheorie. Diese geht davon aus, dass den Schüler/innen Wissen nicht einfach wie mit einem Trichter eingegossen werden kann. Vielmehr müssen sie es selbst erwerben.“ Aus Sicht der konstruktivistischen Lerntheorie zielt Lernen auch nicht auf die bloße Reproduktion von Faktenwissen ab, sondern auf vielfältig anwendbare Handlungskompetenz. Die WebQuest-Methode veranlasst die Lernenden dazu, die Informationen, mit denen sie konfrontiert werden, eigenständig darzustellen und sie in ein vernetztes Ganzes zu verwandeln. Auf diese Weise erwerben die Schüler für sich selbst so etwas wie „kognitive Landkarten“. Wissen wird also nicht reproduziert, sondern auf der Grundlage authentischer Themen selbst konstruiert. Durch die Verwendung realer Kontexte ist ein Transfer leichter möglich, sodass das erworbene Wissen nicht träge bleibt, sondern in unterschiedlichen Situationen angewendet werden kann.
Bei einer konstruktivistischen Auffassung von Lernen ändert sich auch das klassische Rollenverständnis von Lehrendem und Lernenden. Unterricht und Lehren treten hinter Lernprozesse der Schüler zurück. Im Zusammenhang mit WebQuests bedeutet dies, dass die Rolle des Lehrenden sich von der des Wissensvermittlers wegentwickelt, hin zu der Rolle des Lernbegleiters bzw. Coach. Lehrkräfte sollen den Lernprozess der Schüler beratend begleiten, Werkzeuge zur Problemlösung zur Verfügung stellen und bei Bedarf ihre Hilfe anbieten.
Während die Lehrkräfte als Instrukteure also in den Hintergrund treten, rücken die Lernenden in den Mittelpunkt des Lernprozesses. WebQuests räumen den aktiv-konstruktiven Leistungen der Lernenden oberste Priorität ein. Im Idealfall
befassen sich die Schüler aus eigenem Interesse und intrinsischer Motivation mit der Problemstellung und übernehmen während des Lernprozesses selbst die Steuerungs- und Kontrollfunktion.

## Vor- und Nachteile

### Vorteile
Der sichere Umgang mit den neuen Informations- und Kommunikationsmedien, besonders dem Internet, stellt eine Fertigkeit dar, die in vielen Bereichen vorausgesetzt wird. Oft führen aber die nicht-lineare und chaotisch erscheinende Struktur des Internets sowie die Fülle an gefundenen („gegoogelten“) Informationen zu Informationsüberflutung (Information Overload) und Desorientierung (Lost in Hyperspace). Hier bieten WebQuests durch die didaktische Reduktion der umfangreichen Informationsmengen Anhaltspunkte für das eigene Vorgehen, ohne dass sich die Lernenden ziel- und planlos im Internet verlaufen.
Einen weiteren Vorteil von WebQuests formulierte Bernie Dodge folgendermaßen:
„WebQuests are designed to use learners’ time well, to focus on using information rather than looking for it, and to support learners’ thinking at the levels of analysis, synthesis and evaluation.“
Durch die bereits vorselektierten Materialien haben die Lernenden also mehr Zeit, um die Quellen zu bewerten und sich eine eigene Meinung darüber zu bilden.
Auch wenn die Vermittlung von Internetkompetenz nicht im Vordergrund steht, ist dies dennoch ein erwünschter Nebeneffekt dieses Lern-Arrangements. Inhaltliches Lernen geht bei der WebQuest-Methode Hand in Hand mit der Erweiterung der Medienkompetenz.
Neben Internetkompetenz fördern WebQuests auch die Sozialkompetenz der Lernenden. Aus den Ausgangsbeschreibungen vieler WebQuests lässt sich die Zuweisung unterschiedlicher Rollen und Aufgaben innerhalb einer Arbeitsgruppe ableiten:
„Derartige Rollenzuweisungen schaffen eine wichtige Voraussetzung für kooperatives Lernen. Es geht um die Übernahme individueller Verantwortung und die Notwendigkeit der Zusammenarbeit. Die Qualität der von der Gruppe zu leistenden Zusammenführung der Einzelergebnisse hängt von den individuell zu erbringenden Vorarbeiten ab. Über die Rollenverteilung wird damit jedem einzelnen Gruppenmitglied individuell Verantwortung für das Arbeitsergebnis der Gruppe übertragen.“
Mit WebQuests wird das selbständige, handlungsorientierte und kooperative Lernen sinnvoll durch das Internet unterstützt. Trotz dieser Vorteile birgt die WebQuest-Methode aber auch einige Nachteile.

### Nachteile
Mit der Vorbereitung von WebQuests ist ein großer Zeit- und Arbeitsaufwand verbunden. Zudem fehlt vielen Lehrerinnen und Lehrern ausreichendes technisches Wissen, um eigene WebQuest-Dokumente erstellen zu können. Auch wenn mittlerweile einige deutschsprachige Vorlagen für WebQuests im Internet zu finden sind und so genannte WebQuest-Generatoren das Erstellen von WebQuest-Dokumenten erleichtern, ist diese Unterrichtsform in Deutschland nicht so stark in den schulischen Alltag integriert wie in anderen Ländern.
Erschwerend kommt hinzu, dass die meisten Schulen in Deutschland noch nicht über eine entsprechende technische Ausstattung verfügen, um WebQuests durchführen zu können. Oft fehlen Internetanschlüsse oder eine ausreichende Anzahl an Computern. Die Barrieren für eine regelmäßige Durchführung von WebQuests sind demnach noch nicht vollständig beseitigt.

## Anwendungsbereich
Da WebQuests vom Lehrenden immer auf die entsprechende Zielgruppe und deren Kompetenzen zugeschnitten werden können, ist ihr Einsatz in allen Schularten und Altersstufen möglich. Grundfertigkeiten im Lesen sowie die Fähigkeit, textbasierte Informationen aufnehmen und verarbeiten zu können, werden jedoch vorausgesetzt. Daneben sollten Grundkenntnisse im Umgang mit PC und Internet vorhanden sein.
Der Einsatz von WebQuests ist zudem nicht an bestimmte Unterrichtsfächer gebunden, sondern grundsätzlich in allen Bereichen möglich. Besonders geeignet sind WebQuests für den fächerübergreifenden Unterricht, wie er zum Beispiel durch das Lernfeldkonzept in der Berufsbildung angewendet wird, sowie für die Anwendung in der Erwachsenenbildung (z. B. Lehrerfortbildung). Im Gegensatz zu Software, die beispielsweise in der Schule lokal installiert ist, kann auf sie auch von zu Hause oder einer Bücherei aus zugegriffen werden. Falls WebQuests allerdings außerhalb der Schule bearbeitet werden, muss darauf geachtet werden, dass die kooperativen Aspekte der Methode trotzdem zum Tragen kommen.
Für den Einsatz in der Grundschule wurden PrimarWebQuests auf Grundlage der klassischen WebQuests entwickelt. Um die Methode für die Primarstufe zu nutzen, wurde die Struktur der klassischen WebQuest-Methode vereinfacht. Ein entsprechender PrimarWebQuest-Generator steht bei der Zentrale für Unterrichtsmedien (ZUM) zur Verfügung.

## Web Inquiry Projects (WIP)
Als Weiterführung und Öffnung der WebQuest-Idee entwickelte Philip Molebash, der wie Bernie Dodge an der San Diego University lehrt, so genannte Web Inquiry Projects (WIP). Mittlerweile haben sich WebQuests an den Schulen etabliert. Denn bei Untersuchungen von WebQuests, die im Internet zu finden sind, stellte sich heraus, dass dabei die Aktivität und Selbständigkeit der Lernenden in sehr unterschiedlichem Maße gefordert bzw. gefördert wird. Oft stößt man auf Fragen, die durch simples Copy & Paste gelöst werden können und somit ein freies Forschen nicht zulassen. Daher beschrieb Molebash mit „WIP“ konkrete Projekte, die Schüler in erhöhtem Maße organisieren und handeln lassen. Sie regen die Lernenden durch ihre Aufgabenstellung an, selbst Fragen zu einem Thema zu stellen, um dann wiederum selbst einen Lösungsweg bzw. Recherchequellen zu finden und die Lösung zu präsentieren. Somit wird das autonome und handlungsorientierte Lernen in noch höherem Maße gefördert als durch WebQuests.

## Entwicklungen in WebQuest Methoden
Die WebQuest-Methode wird zum Erlernen von Sprachen in der virtuellen 3D-Welt Second Life eingesetzt, um interaktivere Erfahrungen zu ermöglichen.

## Belege
1. 1 2  WebQuest-Forum: Theoretische Grundlagen für WebQuests. Pädagogische Hochschule Zürich & Universität Linz
2. ↑  Heinz Mandl; Gabi Reinmann-Rothmeier; Cornelia Gräsel:  Gutachten zur Vorbereitung des Programms „Systematische Einbeziehung von Medien, Informations- und Kommunikationstechnologien in Lehr- und Lernprozesse“ (Memento vom 28. September 2007 im Internet Archive). Materialien zur Bildungsplanung und Forschungsförderung, Heft 66 (S. 12f). Bund-Länder-Kommission für Bildungsplanung und Forschungsförderung, 1998. (PDF-Datei; 131 KB)
3. ↑  Landesakademie für Fortbildung und Personalentwicklung an Schulen:  Warum WebQuests? (Memento vom 4. Juli 2007 im Internet Archive).
4. ↑  Bildungsserver Hessen:  Neue Medien im bilingualen Unterricht
5. ↑  Wolf-Rüdiger Wagner: WebQuest – ein didaktisches Konzept zur Veränderung der Lernkultur. Materialien für einen Workshop bei der Tagung “Zukunftsorientiertes Lernen in Notebook-Schulen” am 1./2. Oktober 2004 in Wittmund. (PDF-Datei; 73 KB)
6. ↑  Wolfgang Steveker:  Selbständiges Lernen mit WebQuests (Memento vom 12. Juni 2007 im Internet Archive). (2001)
7. ↑  Christof Schreiber: WebQuests für die Grundschule: Prima(r)WebQuest. (2007)
8. ↑  Julia Langenhan & Christof Schreiber: PrimarWebQuest - Projektorientiertes Arbeiten mit dem Internet in der Primarstufe. Schneider Verlag. (2012)
9. ↑  PrimarWebQuest-Generator
10. ↑  Lehrer-Online – Unterrichten mit neuen Medien:  WIP: Das WebQuest weiterentwickelt
11. ↑  Howard Vickers:  SurReal Quests: Enriched, purposeful language learning in Second Life (Memento des Originals vom 5. Juni 2012 im Internet Archive) In: The Knowledge Tree, 15. Oktober 2007. Abgerufen am 5. Dezember 2007